# Rasual Butler
Rasual Butler (Filadelfia, 23 maggio 1979 – Studio City, 31 gennaio 2018) è stato un cestista statunitense.

## Carriera
Scelto dai Miami Heat alla seconda scelta del Draft 2002,vestì le maglie dei New Orleans Hornets,dei Los Angeles Clippers, dei Chicago Bulls,dei Toronto Raptors,degli Indiana Pacers,degli Washington Wizards e dei San Antonio Spurs.
Ha giocato in totale 13 stagioni in NBA come giocatore di complemento (7,5 punti e 2,4 rimbalzi a partita nella sua carriera con il 36% da tre).

## Statistiche

### College
| Anno      | Squadra            | PG  | PT  | MP   | TC%  | 3P%  | TL%  | RP  | AP  | PRP | SP  | PP   |
| --------- | ------------------ | --- | --- | ---- | ---- | ---- | ---- | --- | --- | --- | --- | ---- |
| 1998-1999 | La Salle Explorers | 21  | 20  | 36,8 | 38,0 | 32,8 | 74,1 | 4,0 | 1,5 | 0,3 | 1,1 | 14,2 |
| 1999-2000 | La Salle Explorers | 28  | 28  | 38,3 | 40,7 | 38,1 | 81,7 | 5,3 | 1,6 | 0,9 | 1,2 | 18,4 |
| 2000-2001 | La Salle Explorers | 29  | 29  | 38,4 | 40,2 | 35,7 | 84,5 | 4,7 | 2,0 | 1,2 | 0,7 | 22,1 |
| 2001-2002 | La Salle Explorers | 32  | 31  | 39,1 | 43,4 | 36,1 | 85,5 | 8,8 | 1,4 | 1,3 | 1,3 | 20,9 |
| Carriera  | Carriera           | 110 | 108 | 38,3 | 40,9 | 35,9 | 82,9 | 5,9 | 1,6 | 1,0 | 1,1 | 19,3 |

### NBA

#### Regular Season
| Anno      | Squadra           | PG  | PT  | MP   | TC%  | 3P%  | TL%  | RP  | AP  | PRP | SP  | PP   |
| --------- | ----------------- | --- | --- | ---- | ---- | ---- | ---- | --- | --- | --- | --- | ---- |
| 2002-2003 | Miami Heat        | 72  | 28  | 21,0 | 36,2 | 29,2 | 73,1 | 2,6 | 1,3 | 0,3 | 0,6 | 7,5  |
| 2003-2004 | Miami Heat        | 45  | 0   | 15,0 | 47,6 | 46,3 | 76,2 | 1,4 | 0,5 | 0,2 | 0,3 | 6,8  |
| 2004-2005 | Miami Heat        | 65  | 15  | 18,5 | 39,9 | 37,3 | 77,1 | 2,3 | 1,0 | 0,3 | 0,4 | 6,5  |
| 2005-2006 | N.O. Hornets      | 79  | 20  | 23,7 | 40,6 | 38,0 | 69,3 | 2,9 | 0,5 | 0,4 | 0,6 | 8,7  |
| 2006-2007 | N.O. Hornets      | 81  | 38  | 27,4 | 39,8 | 36,9 | 64,4 | 3,2 | 0,8 | 0,5 | 0,7 | 10,1 |
| 2007-2008 | N.O. Hornets      | 51  | 8   | 17,2 | 35,0 | 33,1 | 83,9 | 2,0 | 0,7 | 0,3 | 0,4 | 4,9  |
| 2008-2009 | N.O. Hornets      | 82  | 74  | 31,9 | 43,3 | 39,0 | 78,2 | 3,3 | 0,9 | 0,6 | 0,7 | 11,2 |
| 2009-2010 | L.A. Clippers     | 82  | 64  | 33,0 | 40,9 | 33,6 | 84,1 | 2,9 | 1,4 | 0,4 | 0,8 | 11,9 |
| 2010-2011 | L.A. Clippers     | 41  | 2   | 18,1 | 32,3 | 32,6 | 66,7 | 1,9 | 0,7 | 0,2 | 0,4 | 5,0  |
| 2010-2011 | Chicago Bulls     | 6   | 0   | 4,3  | 54,5 | 57,1 | -    | 0,2 | 0,0 | 0,0 | 0,0 | 2,7  |
| 2011-2012 | Toronto Raptors   | 34  | 14  | 13,3 | 30,8 | 27,3 | 58,3 | 1,9 | 0,6 | 0,2 | 0,1 | 3,2  |
| 2013-2014 | Indiana Pacers    | 50  | 2   | 7,6  | 46,4 | 41,9 | 57,1 | 0,8 | 0,3 | 0,1 | 0,2 | 2,7  |
| 2014-2015 | Wash. Wizards     | 75  | 1   | 20,1 | 42,2 | 38,7 | 79,1 | 2,6 | 0,8 | 0,4 | 0,3 | 7,7  |
| 2015-2016 | San Antonio Spurs | 46  | 0   | 9,4  | 47,1 | 30,6 | 68,8 | 1,2 | 0,5 | 0,3 | 0,5 | 2,7  |
| Carriera  | Carriera          | 809 | 266 | 21,3 | 40,3 | 36,2 | 74,7 | 2,4 | 0,8 | 0,4 | 0,5 | 7,5  |

#### Playoffs
| Anno     | Squadra           | PG | PT | MP   | TC%  | 3P%  | TL%  | RP  | AP  | PRP | SP  | PP   |
| -------- | ----------------- | -- | -- | ---- | ---- | ---- | ---- | --- | --- | --- | --- | ---- |
| 2004     | Miami Heat        | 10 | 0  | 5,8  | 40,9 | 33,3 | -    | 1,1 | 0,2 | 0,1 | 0,0 | 2,1  |
| 2005     | Miami Heat        | 12 | 1  | 15,2 | 37,3 | 36,7 | 33,3 | 1,5 | 0,6 | 0,1 | 0,1 | 4,7  |
| 2009     | N.O. Hornets      | 5  | 5  | 31,6 | 45,9 | 52,6 | 100  | 3,0 | 0,2 | 0,2 | 0,8 | 10,6 |
| 2011     | Chicago Bulls     | 3  | 0  | 2,3  | 100  | 100  | -    | 0,3 | 0,0 | 0,0 | 0,0 | 1,0  |
| 2014     | Wash. Wizards     | 11 | 0  | 6,4  | 40,0 | 41,7 | 100  | 0,5 | 0,1 | 0,1 | 0,1 | 1,7  |
| 2015     | San Antonio Spurs | 2  | 0  | 3,5  | 0,0  | 0,0  | -    | 0,5 | 0,5 | 0,0 | 0,0 | 0,0  |
| Carriera | Carriera          | 43 | 6  | 11,2 | 40,7 | 41,7 | 85,7 | 1,2 | 0,3 | 0,1 | 0,1 | 3,5  |

## Morte
Il 31 gennaio 2018, Butler e la sua compagna (inizialmente identificata erroneamente come sua moglie),la cantante Leah LaBelle, sono rimasti uccisi sul colpo in un incidente stradale ad alta velocità nel quartiere di Studio City a Los Angeles, in California. Dopo aver perso il controllo della sua Range Rover sulla Ventura Boulevard, si è schiantato violentemente contro il parcheggio di un centro commerciale. L'autopsia hanno mostrato tracce di metanfetamine, ossicodone e marijuana nel corpo di Butler e un contenuto di alcol nel sangue dello 0,118%.

## Palmarès
- NBA Development League Impact Player of the Year Award: (2013)